# Bette Davis Eyes
«Bette Davis Eyes» es una canción interpretada por la cantante estadounidense Kim Carnes, incluida en su quinto álbum de estudio, Mistaken Identity (1981). La canción es una de las más famosas de la artista, con la que logró llegar a los número 1 en muchos países del mundo, dándole a Kim Carnes reconocimiento mundial. Fue escrita por Donna Weiss y Jackie DeShannon.
El tema fue lanzado como sencillo en el año 1981, como el primer sencillo del álbum Mistaken Identity. La canción contó con Miss You Tonight en el lado B de este. El sencillo tuvo un formato de vinilo 7, y una edición especial de 12 para Estados Unidos.

## Historia
La canción fue escrita por Donna Weiss y Jackie DeShannon en 1974, basándose en la reconocida actriz estadounidense Bette Davis. Ese mismo año DeShannon la grabó para su álbum New Arrangement. Pero no fue hasta el año 1981, cuando Kim Carnes grabó su versión del tema, que la canción se convirtió en un éxito comercial.
La versión de Carnes pasó nueve semanas no consecutivas en la cima de los Estados Unidos, en el Billboard Hot 100 (interrumpido una semana por Stars on 45 Medley) y fue el mayor éxito de la cartelera en el 1981. El sencillo alcanzó el puesto número cinco en la lista Billboard Album Rock y 26 # en el Billboard Hot Dance Club Play. La canción ganó los premios Grammy por canción del Año y Disco del Año (Mistaken Identity). La canción también fue número uno en 31 países, entre ellos Alemania, Australia, Suiza, Italia, Noruega, Japón y Brasil, pero logró un éxito más moderado en el Reino Unido, donde alcanzó el puesto número diez. El video musical fue dirigido por Russell Mulcahy.
Bette Davis, que tenía 73 años por entonces, escribió cartas a Carnes, Weiss y DeShannon para agradecerles por hacerla "parte de los tiempos modernos", y dijo que su nieto la admiraba a causa de ello. Luego que ganaran el Grammy, Davis envió rosas a cada uno de ellos.

## Video musical

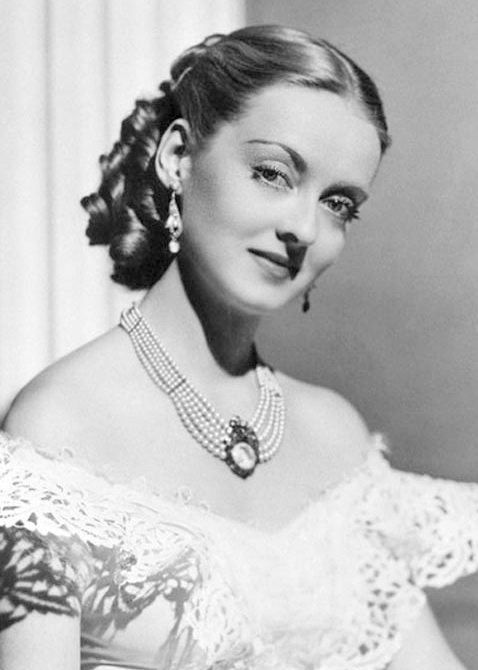
La actriz Bette Davis en 1938.

El vídeo se abre en un salón de baile con una figura de negro inclinada. La cortina se abre para revelar a Kim Carnes con gafas de sol mientras canta la primera estrofa. En el primer coro actúa con una banda, entran unos bailarines a la sala. En el segundo verso, los bailarines golpean y golpean el suelo con movimientos de baile. Desaparecen y vuelven a aparecer en el segundo coro. Al final, los bailarines hacen movimientos de baile mientras se aproximaba Carnes. La banda ya se ha ido cuando el vídeo termina, con la figura de negro inclinada. Durante todo el video aparece una silueta en sombras de Bette Davis fumando un cigarrillo. El video fue dirigido por el director de cine australiano Russell Mulcahy.

## Letra
Hay mucha confusión sobre si en la letra se dice "she knows just what it takes to make a crow blush" o "... pro blush"" (y sabe exactamente que hacer para hacerte sonrojar). Jackie DeShannon canta "crow blush" en su versión, y Kim Carnes registra como "pro blush", por un error de transcripción de las letras. Este error ha proliferado a través de numerosas versiones. La frase "could make a crow blush" es propia de los inicios del siglo XX, en el oeste de Estados Unidos. Es un término coloquial que significa que alguien es capaz de generar inquietud en otro con poco esfuerzo, y el arreglista de la versión de Carnes no estaba familiarizado con dicho término.

## Apariciones en otros medios
- Voice of America utilizó la canción como fondo al anunciar la muerte de Bette Davis el 6 de octubre de 1989, al igual que otras emisoras radiales y canales de televisión de todo el mundo ese día.
- La canción se hace referencia en "Glory of the 80s", de Tori Amos.
- El título de la canción se hace referencia en "Mae" de The Gaslight Anthem
- La canción fue tocada en Take Me Home Tonight, dirigido por Michael Dowse.
- La canción fue tocada en The Solitude of Prime Numbers, dirigido por Saverio Costanzo.
- La canción fue tocada en Laurence Anyways, dirigido por Xavier Dolan.
- La canción fue tocada en "Macho y hembra", película venezolana dirigida por Mauricio Walerstein.
- La canción fue cantada por Taylor Swift en su álbum Speak Now World Tour Live.
- La canción fue cantada por Gwyneth Paltrow en la película de 2000 A dúo.
- Una versión modificada se utilizó en una serie de comerciales de 7Up en 1982 con letras modificadas (such as the title line being changed to "7Up, the difference is clear").
- La canción se escucha en el fondo de la película "That's My Boy" cuando el personaje de Adam Sandler se prepara para tener relaciones sexuales con Delores abuela y cuando el personaje de Andy Samberg se tropieza en su borracho dormitorio y hace el amor con el vestido de boda de su novio.
- En un episodio de El Príncipe de Bel Air titulada "Eyes on the Prize", se constituye "Bette Davis Eyes" como una enfermedad obviamente falso para Carlton.
- La canción aparece en la serie antológica "American Horror Story", en la quinta temporada, en el episodio Room Service, mientras se muestra el pasado de Liz Taylor y su llegada al hotel.
- La canción suena de fondo en la película Final Girls (Taissa Farmiga, Alexander Ludwig, Malin Ákerman) en la escena final.
- La canción fue interpretada por la artista Bea Fernández en la semifinal (gala 11) del concurso español de música Operación Triunfo (España).

## Listado de canciones
| Vinilo 7 |                    |          |  |
| N.º      | Título             | Duración |  |
| 1.       | «Bette Davis Eyes» | 3:38     |  |
| 2.       | «Miss You Tonight» | 5:11     |  |

## Lista de posiciones
| 1981                                | Posición |
| ----------------------------------- | -------- |
| UK Singles Chart                    | 10       |
| Lista de sencillos de Nueva Zelanda | 4        |
| Holanda                             | 17       |
| Billboard Hot 100 (Estados Unidos)  | 1        |
| Suiza                               | 1        |
| Lista de sencillos de Noruega       | 4        |
| ARIA (Australia)                    | 1        |
| Lista de sencillos de Alemania      | 1        |
| Lista de sencillos de Austria       | 2        |
| Lista de sencillos de España        | 1        |
| Lista de sencillos de Italia        | 1        |
| Lista de sencillos de Francia       | 1        |
| Lista de sencillos de Suecia        | 1        |

## Versiones
- Alvin and the Chipmunks cover de la canción en 1982 en su álbum Chipmunk Rock.
- La actriz Gwyneth Paltrow interpretó la canción en la película Duets (2000), y su sencillo fue un éxito en algunas partes del mundo.
- La actriz Leighton Meester, protagonista de la exitosa serie de CW Gossip Girl, grabó un cover de la canción que se filtró a través de Perez Hilton.
- La cantante/compositora Taylor Swift interpretó esta canción en 2011 en su Speak Now World Tour. La cubierta se incluyó en su "Speak Now: World Tour Live' álbum, lanzado el mismo año.
- La cantante Kylie Minogue versionea este tema incluido en el disco "El sonido de los 80-Versiones únicas de los éxitos de la década" (2015) un proyecto diseñado y grabado por Radio 2 de la BBC en el que algunos de los más populares artistas del 2015 repasan las canciones favoritas de la década de los 80.